# Pangkalbuluh
Pangkalbuluh is een bestuurslaag in het regentschap Bangka Selatan van de provincie Bangka-Belitung, Indonesië. Pangkalbuluh telt 2493 inwoners (volkstelling 2010).